# フェラーリ・488GTB
488GTBは、イタリアの自動車メーカー、フェラーリが2015年から2021年にかけて製造・販売したスポーツカーである。

## 概要

### 488GTB
2015年1月31日（イタリア現地時間） 、フェラーリが「謎の新型車」の登場を予告する情報を公開。同年2月3日には、新型車が458イタリアの改良版であり、車名を「488GTB」とすることが発表された。車名の「488」は1気筒あたりの排気量を表し、GTBはGranTurismo Berlinetta（グランツーリスモ・ベルリネッタ）の略である。
488GTBはスタイリング、車名とともに、かつての308GTBを彷彿とさせるものとなっている。2015年3月に開幕したジュネーヴ・モーターショーにて初公開された。

### 488スパイダー

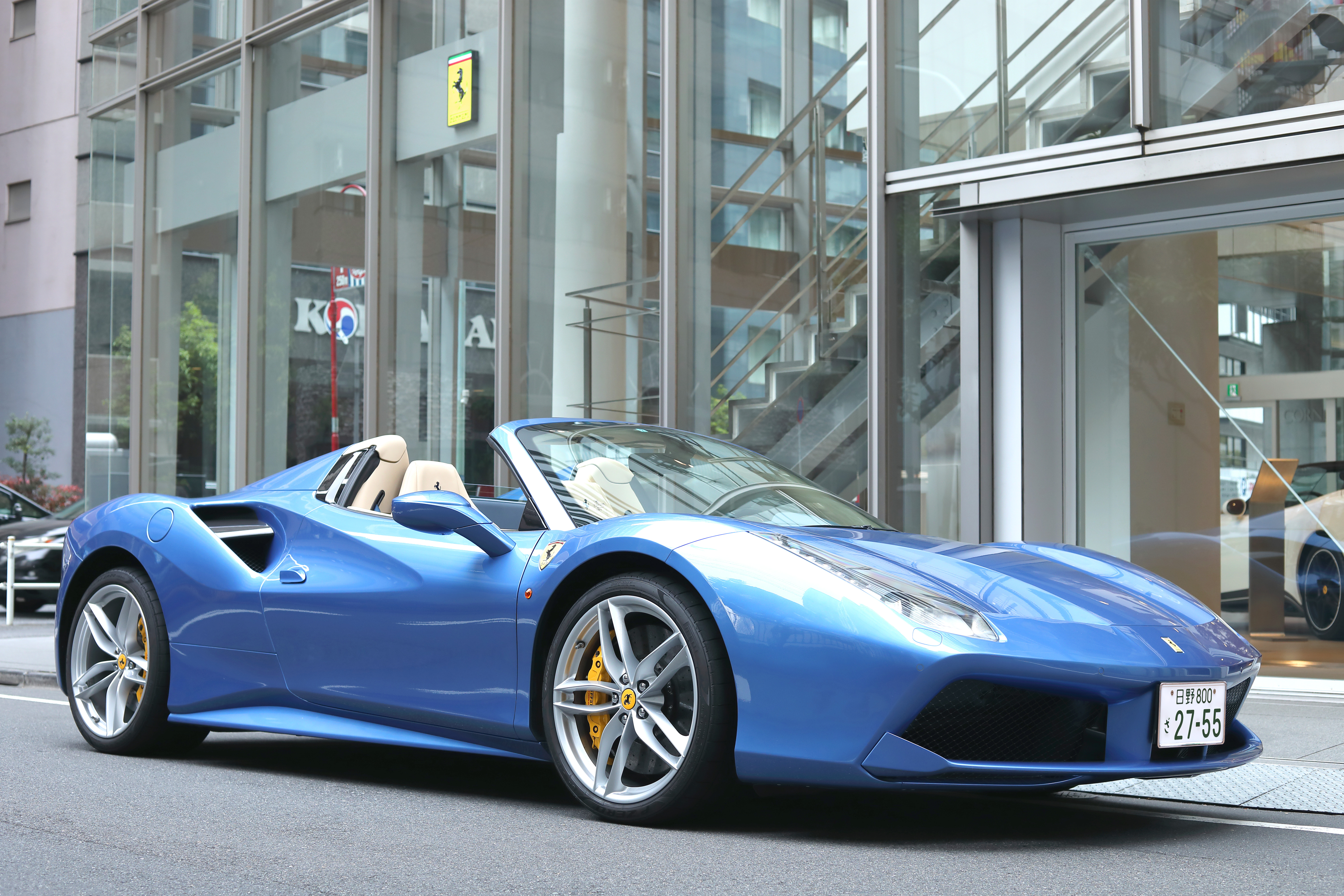
488スパイダー

2015年9月に開催されたフランクフルトモーターショーにて488スパイダーが発表された。日本では同年10月23日に初公開された。アルミ製のトップを採用し構造は458スパイダーのそれを踏襲している。458スパイダーは走行中の開閉はできなかったが488スパイダーは時速45キロまでは開閉が可能となった。

### 488ピスタ

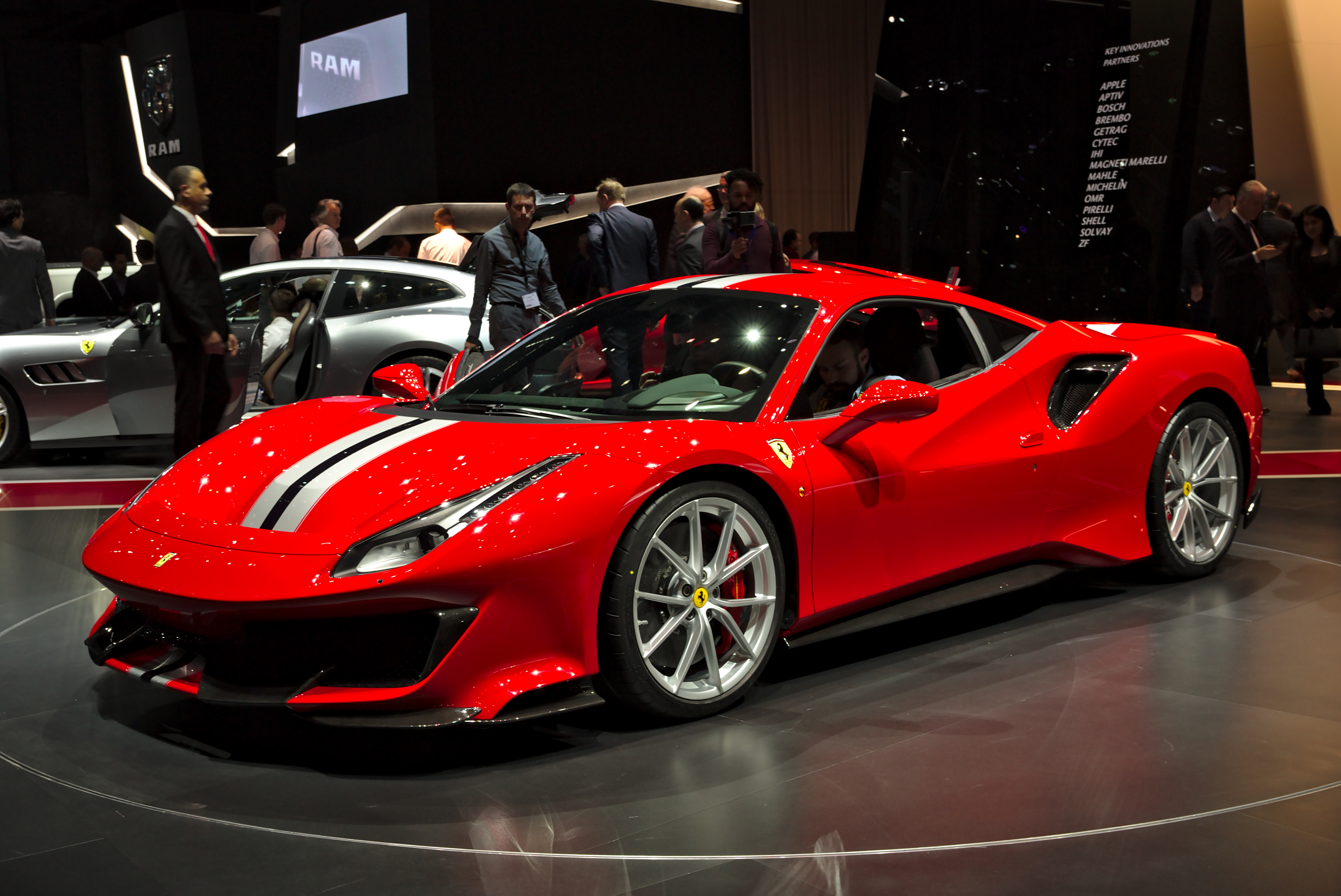
488ピスタ

エンジンが720馬力にパワーアップされ、空力と軽量化されたモデル。台数は公表されていないが限定生産される。日本では2018年6月29日に富士スピードウェイで行われた「フェラーリ・レーシング・デイズ」で、フェラーリ・チャレンジ・ドライバーに初公開された。

### 488ピスタ・スパイダー

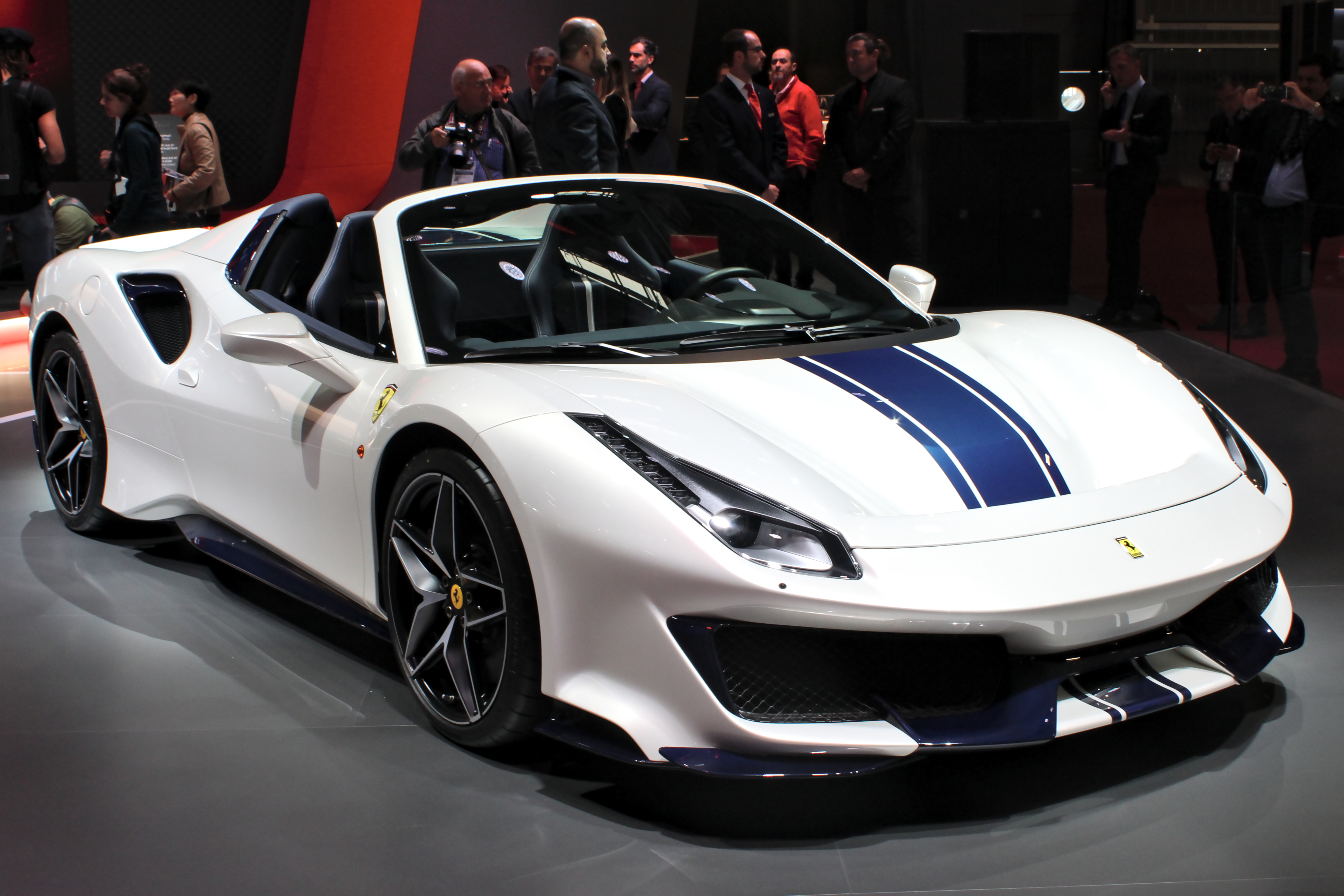
488ピスタ・スパイダー

488ピスタのスパイダー版。より少ない数が限定生産される。

### 488ピスタ・ピロティ・チタニウム

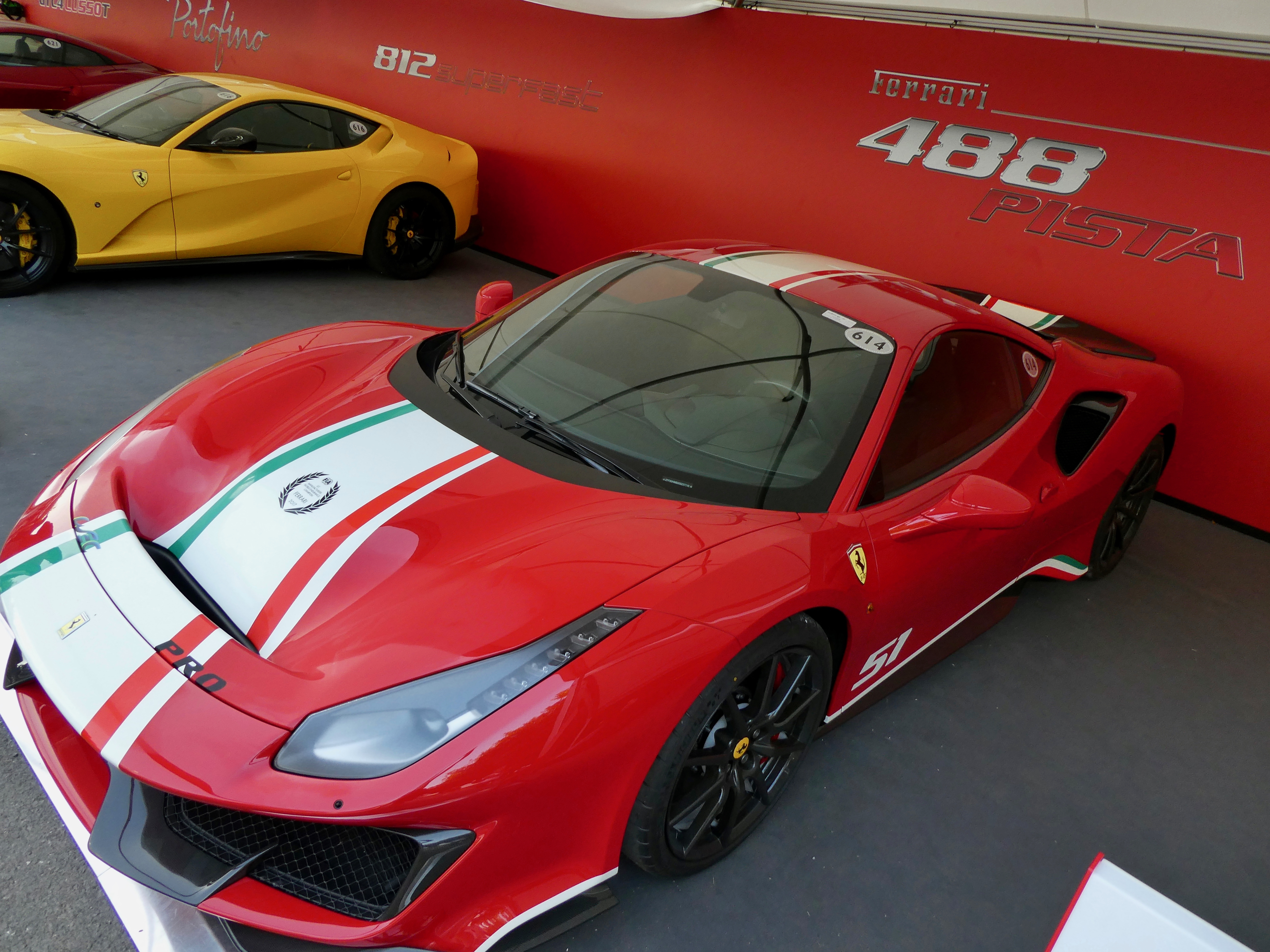
488ピスタ・ピロティ・チタニウム

フェラーリがFIA世界耐久選手権でドライバーズタイトルとコンストラクターズランキングを獲得したことによる限定記念モデル。サイドと、フロントバンパーからリアバンパーにかけてセンターにイタリアントリコロールが入っているのが特徴。エンジンも740馬力/770NMにパワーアップされている。

### 488チャレンジ/GT3/GTE/GT モディフィカータ
2016年12月には、フェラーリのコルセ・クリエンティ部門の主催で世界各国で開催されるワンメイクレースである「フェラーリ・チャレンジ」向けのレース専用車輌「488チャレンジ」が、アメリカ合衆国のデイトナ・インターナショナル・スピードウェイで開催されたフィナーリ・モンディアーリで発表された。2017年初めより世界各国のユーザーに納入され、同年4月にアブダビで開催されたアジア・パシフィック選手権の開幕戦においてレースデビューした。
また、「FIA 世界耐久選手権」や、「GTワールドチャレンジ」や「SUPER GT」など、各国で開催されるGT選手権に参戦するために「ミケロット・アウトモビリ」の協力を得て開発された、レース専用車輌の「488 GT3/GTE」も同部門より販売されている。
なおこれらのレース専用車輌は、ナンバー取得（=一般道での走行）ができないサーキット専用車輌であり、「488チャレンジ」は、「フェラーリ・チャレンジ」に参戦する意向があり、国際C級ライセンスを所持したオーナーのみに、また「488 GT3/GTE」は、レーシングカーの整備施設が整えられ、かつGTマシンでのレース参戦の実績のあるレーシングチームにしか行われない。また、GT3は2018年と2020年にアップデートされている。
488 GT3および488 GTE用に開発されたテクノロジーを使用して488 GTモディフィカータが開発・販売された。この車もサーキット専用車輌であり、サーキットでの日中の使用、およびフェラーリクラブコンペティツィオーネGTイベントのみで使用が許可されている。

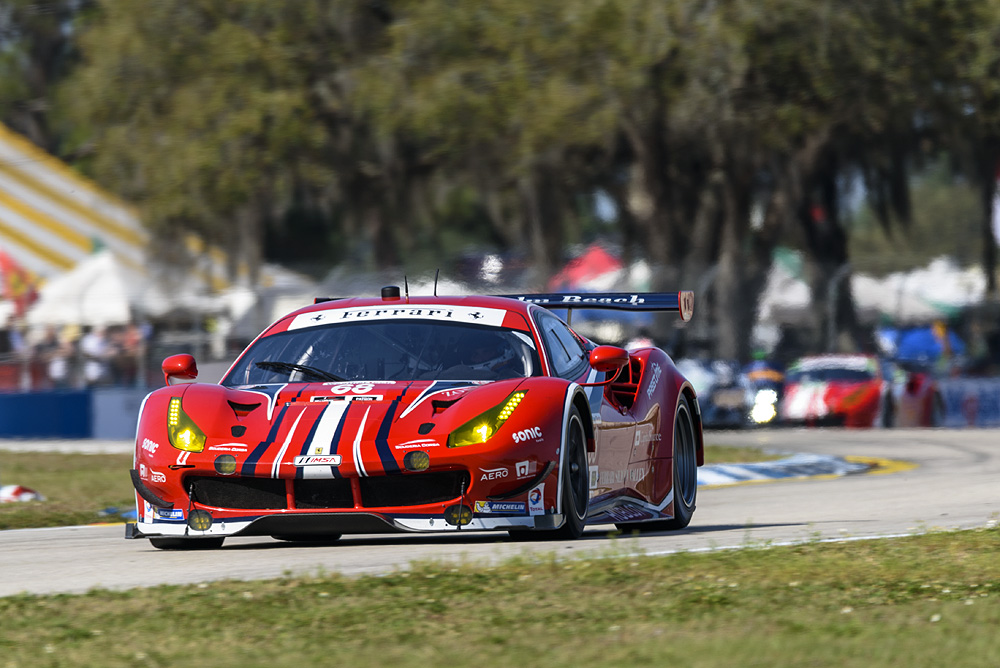
488GTE
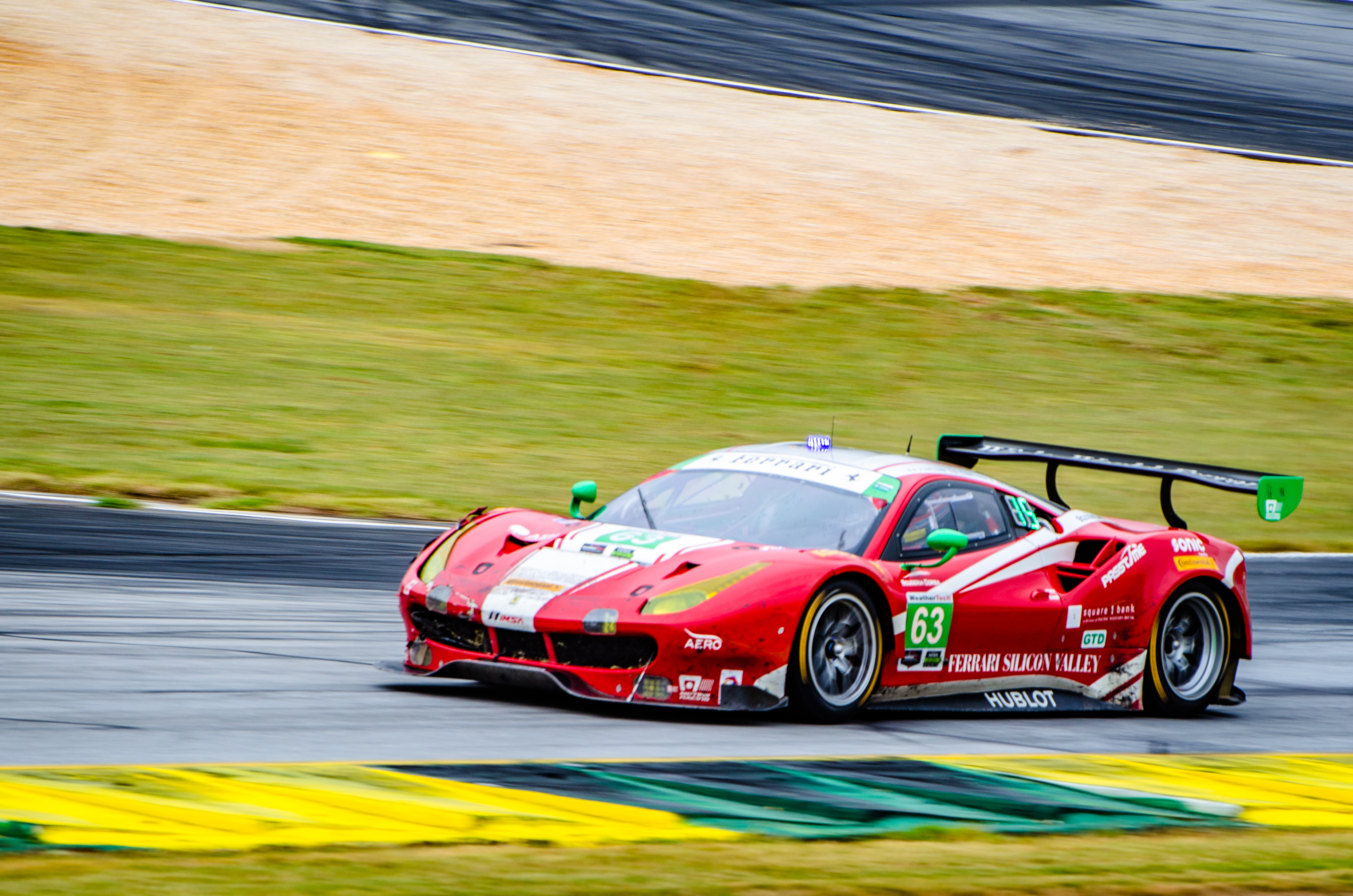
488GT3

### J50

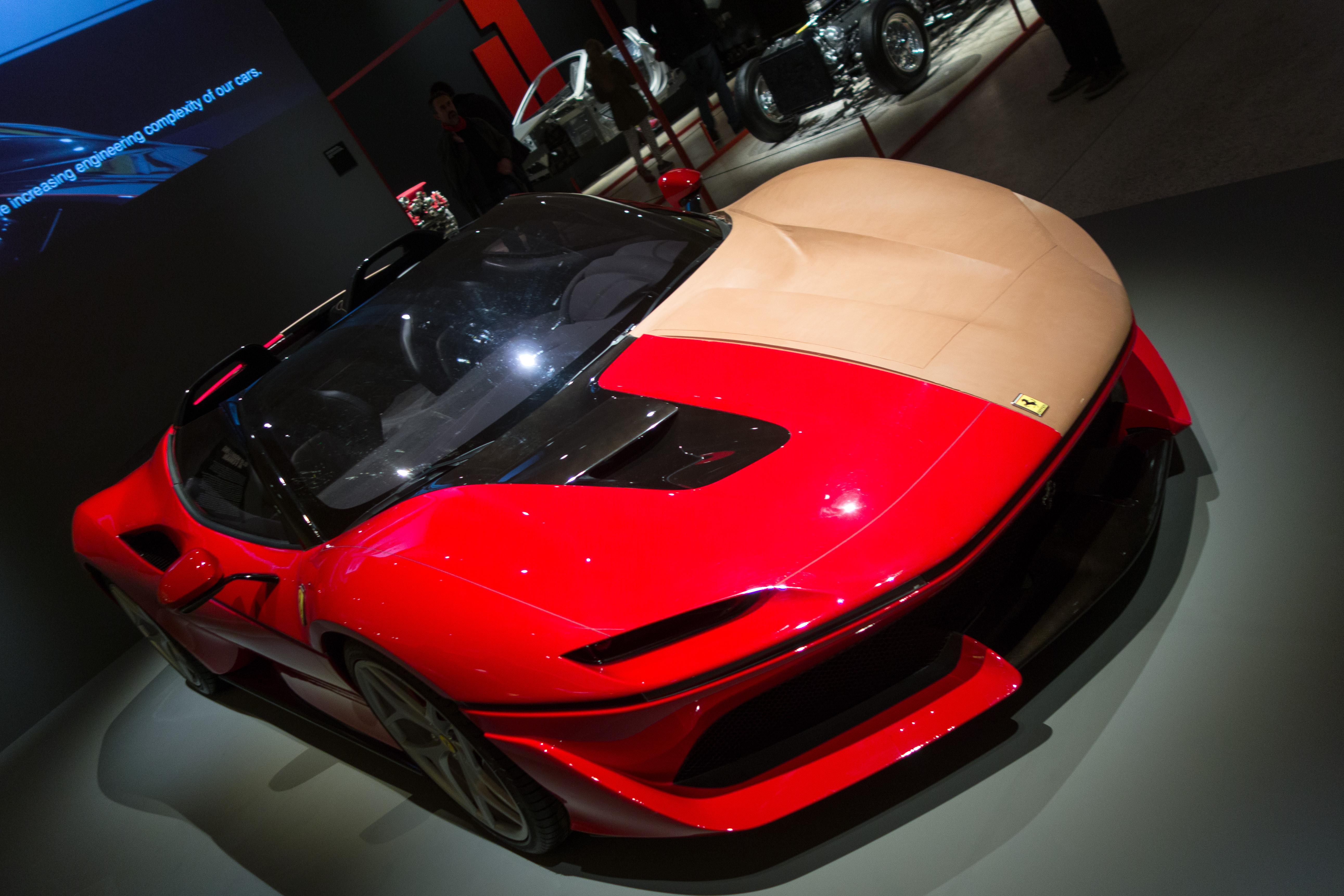
J50

488スパイダーをベースに作られた限定生産モデル。フェラーリの日本進出50周年を記念して、10台のみ製造された。488スパイダーでは折りたたみ式ハードトップを採用しているが、J50ではシート後方に収納できるツーピースタルガトップを採用している。最高出力は690PS(508kW:690hp)。

### SP38 デボラ

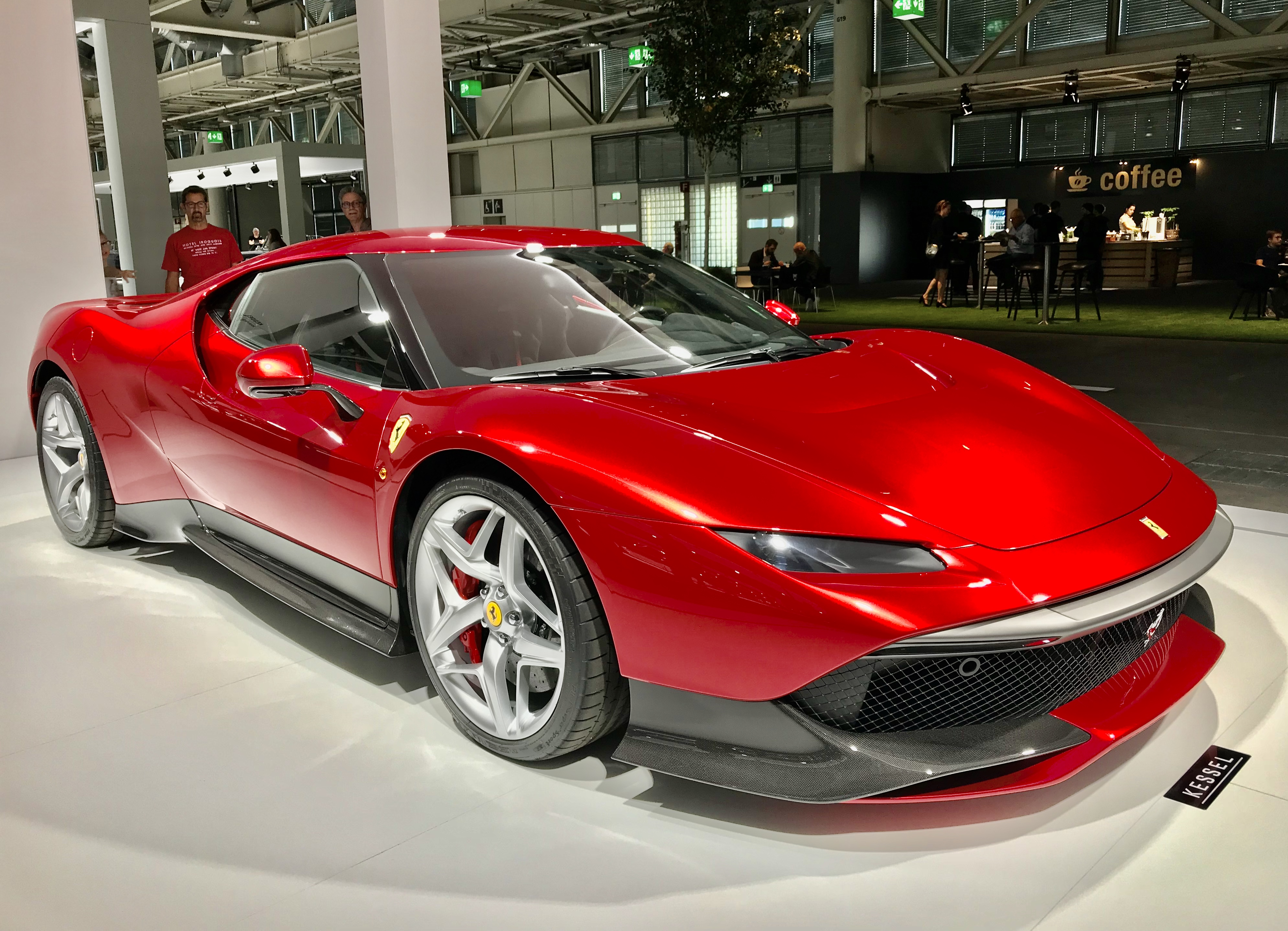
SP38 デボラ

488GTBをベースに作られたワンオフモデル。車名のデボラはボディカラーがデボラ・レッドなのに由来している。リアバンパーには「KEBBEL」のバッジが取り付けられている。実車は2018年のヴィラ・デステで公開された。

### P80/C

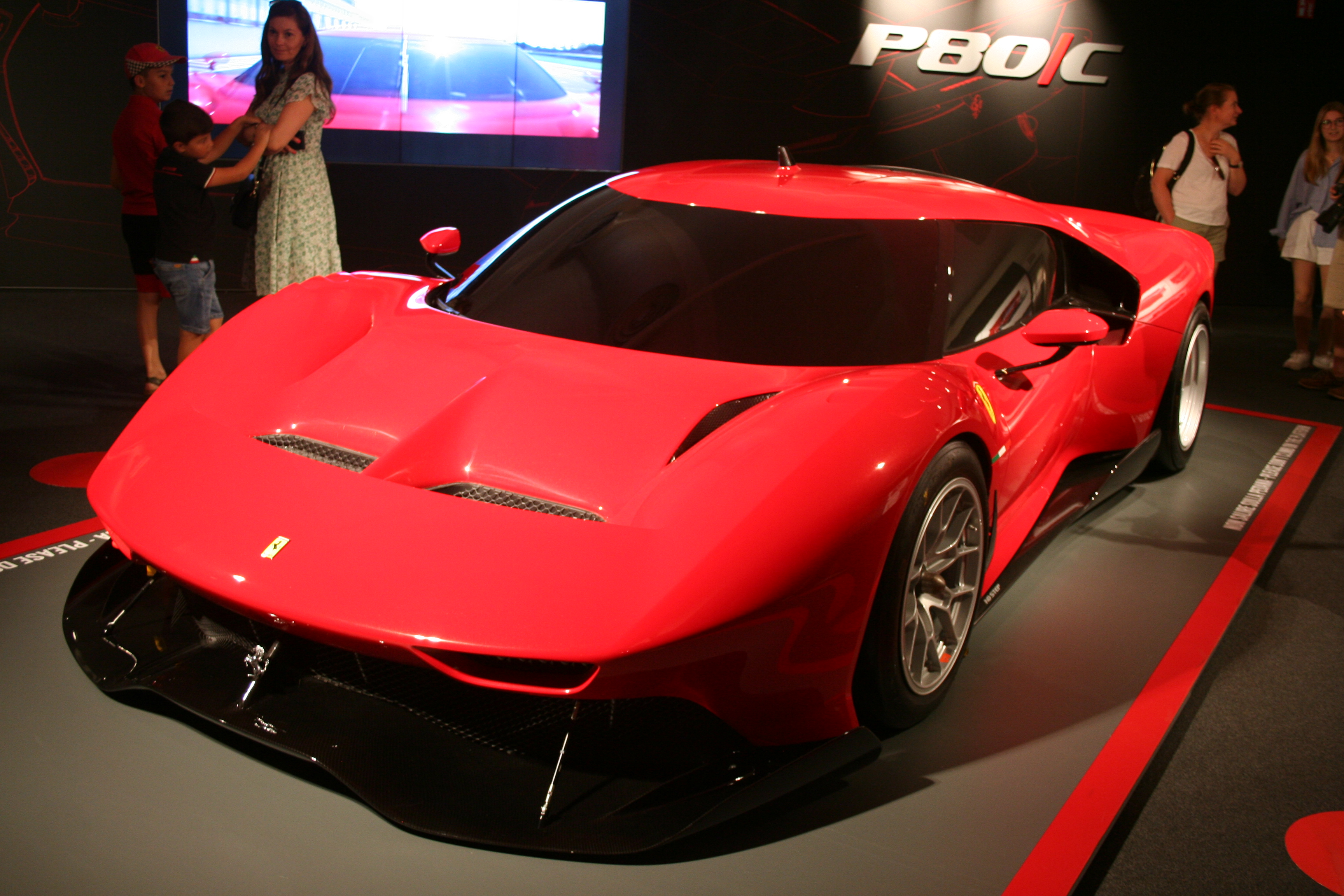
P80/C

488GTBをベースに作られたワンオフのトラック専用車。製作期間はフェラーリのワンオフモデルでは最長の4年を要している。トラック専用車のため公道走行は想定されておらず、ヘッドライトが存在しない。代わりに小さなフォグランプが取り付けられている。

### KC23
2023年7月11日に発表されたワンオフモデル。13日にはイギリスの「グッドウッド・フェスティバル・オブ・スピード」で実車が初公開された。KC23は488GT3 Evo 2020をベースに製造されたサーキット専用モデルで、2種類の仕様を持つ点が特徴。静止状態では流麗なフォルムとなっている。両サイドのエアインテークは、V型8気筒ガソリンツインターボエンジンが始動すると、モーター駆動によって自動で開く。リアウィングは取り外し可能となる。

また、エンジンを始動すると、フロントタイヤ後方のパネルからフェンスが現れ、これがフロントダウンフォースを押し上げて、車両全体の空力バランスを取る。また、リアのパネルからインテークが現れ、ここからインタークーラーと補機類、エンジンに適切な量の空気を供給する。ボディカラーは専用開発の4層アルミニウムペイントである「ゴールドマーキュリー」で塗装された。ドアはバタフライドアを採用。ホイールは2種類デザインされ、18インチホイールはサーキット走行向け、フロント21インチリア22インチのホイールは展示向けである。
インテリアは、助手席側のドアパネルとダッシュボードの仕上げを除いて、無駄を削ぎ落としたデザインとなっており、専用シートはアルカンターラでトリミングされ、そこにロゴが電気融着されている。後方視界はビデオカメラシステムで確保したため、フェンダーのミラーを廃止している。
2019年、後継車種でビッグマイナーチェンジモデルであるF8トリブートの発表に伴い、販売終了。

## メカニズム
488GTBは、V型8気筒3,902ccの488GTB専用に開発されたIHIツインターボチャージャーを搭載。458イタリアより600ccダウンサイジングされたものの、100PSの出力アップとなった。なおターボ搭載車は現行モデルでは「カリフォルニアT」に続いて2台目である。
車体のデザインは従来フェラーリのデザインを手掛けたピニンファリーナではなく、「ラ・フェラーリ」同様フェラーリ社内のデザインセンターが手掛けている。両ドアはサイドに設置されたインテークへの吸気流量が最大に採れるようにと大きくえぐられた形状となり、そのサイドインテークはカーボンの板により空気は仕切られ上段がエンジンに導かれ、下段がインタークーラーに導かれる構造である。